# 国防軍最高司令部 (ドイツ)
国防軍最高司令部（こくぼうぐんさいこうしれいぶ、独: Oberkommando der Wehrmacht、略号：OKW、オーカーヴェー）は、国防軍最高司令官である大統領（総統）が国防大臣に指揮を負託する従来の仕組みを廃し、最高司令官であるアドルフ・ヒトラー自らが国防軍を直接指揮するために1938年に創設された組織である。国防軍総司令部とも。

## 創設と役割
ヴァイマル共和国においては国防軍（Reichswehr：1935年のドイツ再軍備宣言時に「Wehrmacht」に改称）の最高指揮権は大統領が有し、大統領の負託を受けて国防大臣 (Reichswehrminister) が国防軍を直接指揮していた。1934年にパウル・フォン・ヒンデンブルク大統領が死去した後、ヒトラーは首相職と大統領職を兼務し、国防軍の最高指揮権を手に入れた。しかし、ヒトラーは戦争をも辞さない自らの強引な外交政策に異を唱える国防軍上層部の存在を疎ましく思い、1938年2月にスキャンダルを理由にブロンベルク国防大臣とフリッチュ陸軍総司令官を失脚させた（ブロンベルク罷免事件）。

1938年2月4日、ヒトラーは「以後は自身が直接国防三軍を指揮する」と宣言、後任の国防大臣を任命せず、国防省の国防軍局（Wehrmachtamt）を発展的解消させて国防軍最高司令部を設置、新組織のトップにヴィルヘルム・カイテル大将を任じた。この職位は国防軍最高司令部総長（Chef des Oberkommandos der Wehrmacht）と呼ばれ、形式的には国務大臣に同位であるが、従来の意味の国防大臣ではなく、軍事指揮権を持たない事務職であった。

国防軍最高司令部総長旗(1938-1941)

戦争指導の最終的な決裁は、国防軍最高司令官であるヒトラー、国防軍最高司令部総長、陸軍総司令官、海軍総司令官、空軍総司令官、親衛隊全国指導者、外務大臣などが出席する総統大本営で行われた。
カイテルは、この会議では最高司令官であるヒトラーの作戦指導に異を唱える参謀将校や歴戦の軍司令官を押さえ込む役割を演じた。カイテルはこのためか敗戦まで国防軍最高司令部総長の地位に留まることができた。
国防軍最高司令部の本部は、1939年第二次世界大戦直前にベルリンの南 24km のヴュンスドルフ (Wünsdorf) に完成した巨大な地下施設（秘匿名称：マイバッハ2）に移されたが、第二次世界大戦開戦後はヒトラーは前線近くに指揮所を設けたので、ヒトラーが滞在するところすべてが、「野戦の移動」国防軍最高司令部となった。ベルリンの総統官邸、ベルヒテスガーデンの山荘（ベルクホーフ）、オストプロイセンの深い森の中に建設されたヴォルフスシャンツェ等がそうである。
なお、この機関のヒトラーのもとでの役割を正確に伝えるためには、字義通りの「国防軍最高司令部」よりも「統合参謀本部（英︰Combined General Staff）」と訳したほうが良い、という説がある。

## 組織
国防軍最高司令部は6部門から構成されている。指揮官名と勤務期間を記載する。
- 国防軍最高司令官︰
  - 総統アドルフ・ヒトラー（1938年2月4日 - 1945年4月30日）
  - 海軍元帥・大統領カール・デーニッツ（1945年4月30日 - 1945年5月23日）

- 総長︰
  - 陸軍元帥ヴィルヘルム・カイテル（1938年2月4日 - 1945年5月13日）
  - 上級大将アルフレート・ヨードル（1945年5月13日 - 1945年5月23日）

- 国防軍一般局（総務局、Amtsgruppe Allgemeine Wehrmachtangelegenheiten）
  - 歩兵大将 ヘルマン・ライネッケ（1939年 - 1945年）
  - 国防軍損害・戦争捕虜部：Abteilung Wehrmachtverlustwesen (WVW)
    - Wehrmachtauskunftstelle für Kriegerverluste und Kriegsgefangene (WaSt)

- 国防軍情報部（Amtsgruppe Ausland / Abwehr）
  - 海軍大将ヴィルヘルム・カナリス（1939年9月1日 - 1944年2月12日）
  - 参謀大佐ゲオルク・ハンゼン（1944年2月13日 - 1944年6月1日）
  - 1944年に親衛隊の国家保安本部に吸収、同本部軍事情報部と改名。
  - 親衛隊少将 ヴァルター・シェレンベルク（1944年6月1日 - 1945年5月4日）
  - 親衛隊中佐 オットー・スコルツェニー (1945年5月5日 - 5月8日)
  - 参謀長：Chef des Stabes
  - 中央管理課：Zentralabteilung
    - 少将 ハンス・オスター、反ヒトラー活動が露見して逮捕  (1939年9月1日 - 1944年1月)
    - 大佐ヤコブセン (1944年1月 - 6月)

  - 外国課：Abteilung Ausland
    - 海軍中将 レオポルト・ビュルクナー、ベルリン陥落直前に残存ドイツ潜水艦の日本回航について交渉する阿部勝雄海軍中将の窓口となる (1939年9月1日 - 1944年6月30日）
    - 外交・防衛政策：Gruppe I: Außen- und Wehrpolitik
    - 外国軍との窓口：Gruppe II: Beziehung zu fremden Wehrmächten
    - 外国軍との連絡：Gruppe III: Fremde Wehrmachten, Meldesammelstelle des OKW
    - 作戦行動中の海軍艦船の補給：Gruppe IV: Etappenorganisation der Kriegsmarine（インド洋に展開するドイツ海軍潜水艦部隊の補給は駐日ドイツ大使館付海軍武官パウル・ヴェネッカー海軍中将が日本海軍と連携して実施した）
    - 外国新聞報道：Gruppe V: Auslandspresse
    - 国際法の審査：Gruppe VI: Militärische Untersuchungsstelle für Kriegsvölkerrecht
    - 殖民地問題：Gruppe VII: Kolonialfragen
    - 戦力分析：Gruppe VIII: Wehrauswertung

  - 情報課：Abteilung Nachrichtenbeschaffung
    - 大佐 ハンス・ピーケンブロック　(1939年9月1日 - 1943年3月)
    - 大佐 ゲオルク・ハンゼン　(1943年3月 - 1944年2月)
    - 陸軍情報：Gruppe H: Geheimer Meldedienst Heer
    - 海軍情報：Gruppe M: Geheimer Meldedienst Marine
    - 空軍情報：Gruppe L: geheimer Meldedienst Luftwaffe
    - 諜報機材：Gruppe G: Technische Arbeitsmittel
    - 経済情報：Gruppe wi: Geheimer Meldedienst Wirtschaft
    - 報道分析：Gruppe P: Presseauswertung
    - 無線防諜：Gruppe i: Funknetz Abwehr Funkstelle

  - 特殊工作課：Abteilung Sonderdienst
    - 大佐 エルヴィン・フォン・ヴィヴレモント=ラホウゼン　(1939年9月1日 - 1943年7月)
    - 大佐 ヴェッセル・フライターク・フォン・ローリングホーフェン　(1943年7月 - 1944年6月)
    - 少数派：Gruppe I: Minderheiten
    - 特別処置：Gruppe II: Sondermaßnahmen

  - 防諜課：Abteilung Abwehr
    - 大佐 フランツ=エッカルト・フォン・ベンティフェグニ(1939年9月1日 - 1943年8月)
    - 大佐 Heinrich(1943年8月 - 1943年9月20日 )
    - 大佐 フランツ=エッカルト・フォン・ベンティフェグニ (1943年9月20日 - 1944年3月)
    - 国防軍内の防諜：Führungsgruppe W: Abwehr in der Wehrmacht
    - 経済防諜：Gruppe Wi: Abwehr Wirtschaft
    - 国内防諜：Gruppe C: Abwehr Inland
    - 国外防諜：Gruppe F: Abwehr Ausland
    - 特別任務：Gruppe D: Sonderdienst
    - サボタージュ防衛：Gruppe S: Sabotageabwehr
    - 審査：Gruppe G: Gutachten
    - 文書保管：Gruppe Z: Zentralarchiv

  - 海外電信調査：Auslands(telegramm)prüfstelle
    - 分類：Gruppe I: Sortierung
    - 化学分析：Gruppe II: Chemische Untersuchung
    - 私書簡：Gruppe III: Privatbriefe
    - 商用文：Gruppe IV: Handelsbriefe
    - 軍用書簡：Gruppe V: Feldpostbriefe
    - 捕虜書簡：Gruppe VI: Kriegsgefangenenbriefe
    - カード資料：Gruppe VII: Zentralkartei
    - 分析：Gruppe VIII: Auswertung
    - 戦争捕虜書簡分析：Gruppe IX: Kriegsgefangenen-Brief-Auswertung

- 国防軍統帥局（Wehrmacht-Führungsamt） - 1940年、国防軍統帥部（Wehrmachtführungsstab）に改名。
  - 上級大将 アルフレート・ヨードル(1939年9月1日 - 1945年5月13日)
  - 国土防衛課（L課）：Abteilung Landesverteidigung + stellv. Chef WFSt
    - 少将 ヴァルター・ヴァルリモント (1939年9月1日 - 1944年9月6日)︰国防軍統帥部次長も兼任。
    - 少将 トライシュ・フォン・ブトラー=ブランデンフェルス　 Freiherr Treusch von Buttlar-Brandenfels) (06.09.1944 - 30.11.1944)
    - 山岳兵大将 アウグスト・ヴィンター　de:August Winter(1944年12月1日 - 1945年4月23日)
    - 中佐 Kleyser(1945年4月23日 - 1945年5月8日)

  - 国防軍宣伝課(Abteilung Wehrmachtpropaganda)︰国防軍宣伝課は1942年に通信兵科から独立した宣伝部隊(Propagandatruppe) を擁していた。宣伝部隊は一万五千人の隊員が約八万件の記事と二百万枚の写真を記録。国防軍宣伝課は国民啓蒙・宣伝省と協力してこれらを材料に20カ国語版のグラビア雑誌「シグナル」を作製して、国防軍の戦果を国際的に宣伝した。
    - 少将 ハッソ・フォン・ヴェーデル　de:Hasso von Wedel(1939年9月1日 - 1945年5月8日)

  - 陸軍本部長（Chef des Heeresstabes）︰歩兵大将 ヴァルター・ブーレ(1942年2月15日 - 1945年5月8日)

- 国防軍中央管理部（Wehrmacht-Zentral-Abteilung）

- 国防経済局（Wehrwirtschaftsamt）

- 国防軍司法府：国防軍の司法に関する指揮権はWRとWuStを通じて国防軍最高司令部総長が持つ。
  - 国防軍法務局（Wehrmacht-Rechtsabteilung, WR）
    - 第1部　軍刑法：Gruppe I Wehrstrafrecht
    - 第2部　国際法：Gruppe II Völkerrecht
    - 第3部　行政法及び民事法：Gruppe III öffentliches und privates Recht

  - 国防軍予審部（Wehrmachtuntersuchungsstelle, WuSt)

この他に、軍法会議と退職軍人保護法廷(de)が所属する。さらに、1942年以降ヴァルター・フォン・ウンルヒ歩兵大将以下の特務参謀（Stab z. B.V.）が置かれた。

## 無条件降伏後
参謀本部と国防軍最高司令部は、ニュルンベルク裁判では「犯罪的な組織」とは判定されなかった。 